# Leskoptev bělobřichá
Leskoptev bělobřichá (Cinnyricinclus leucogaster) je pták z čeledi špačkovití, z rodu Cinnyricinclus.

## Popis
Je to špaček menší velikosti, asi 18 cm, s výrazným pohlavním dimofismem, který se projevuje hlavně zbarvením; samci jsou pestře zbarvení, nejčastěji mívají purpurovou hlavu a hřbet a bílé břicho, naopak samice jsou nevýrazné se žlutavým až hnědým kropenatým hřbetem s bílým kropenatým břichem. V Česku leskoptve chovají soukromí chovatelé a ZOO ve Dvoře Králové.

## Výskyt
Vyskytují se převážně v Africe na zalesněných plochách, přesná poloha záleží na jednotlivých poddruzích:
- Cinnyricinclus leucogaster arabicus (Súdán, Somálsko a jih Arabského poloostrova)
- Cinnyricinclus leucogaster leucogaster (Senegal a Gambie až Tanzanie, Etiopie a Keňa)
- Cinnyricinclus leucogaster verreauxi (Konžská demokratická republika, Tanzanie, Botswana, Jihoafrická republika, Mosambik)

## Potrava

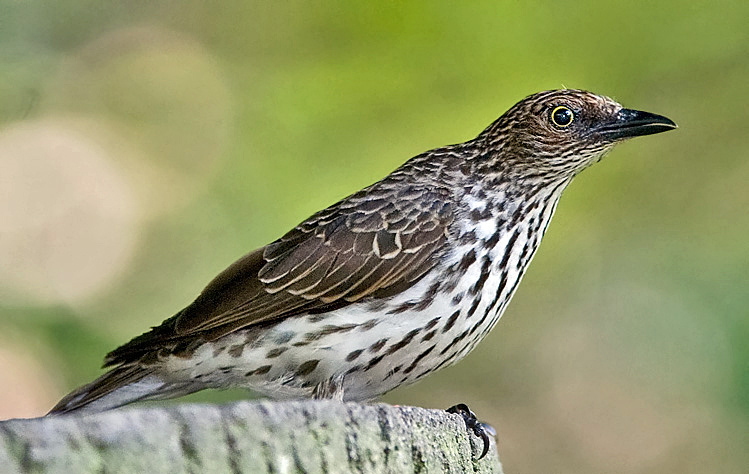
Samice leskoptve bělobřiché

V přírodě se leskoptve bělobřiché živí různým malým hmyzem, bobulemi a ovocem. V zajetí se většinou krmí speciální směsí nebo granulemi. Pokud je chovatel ochotný podávat leskoptvi stravu přírodního původu, je vhodné podávat banány, hroznové víno, hrušky nebo červený rybíz, co se hmyzu týče, pak jsou vhodné larvy zavíječe voskového, mouční červi nebo cvrčci.

## Hnízdění
Leskoptve bělobřiché v přírodě hnízdí v dutinách stromů ve výšce mezi dvěma až šesti metry, které si vystelou listím a větvičkami. V zajetí se používají klasické budky (spíše široké, než vysoké) nebo venkovní voliéry. Samice snáší 2–4 kropenatá vejce světle modré barvy. Inkubace (kterou provádí především samice) trvá 12–14 dní. Mláďata vylétají po devatenácti dnech. Odchov v zajetí může být mírně komplikovaný: často se stává, že samec samici napadá a nechce ji pustit k vejcím nebo mláďatům.